# آنا فلیسیتاس سرهولز
آنا فلیسیتاس سرهولز (انگلیسی: Anna Felicitas Sarholz؛ زادهٔ ۵ ژوئیهٔ ۱۹۹۲) بازیکن فوتبال اهل آلمان است.
از باشگاه‌هایی که در آن بازی کرده‌است می‌توان به باشگاه فوتبال ۱.اف‌اف‌سی توربین پوتسدام اشاره کرد.
وی همچنین در تیم ملی فوتبال Germany U17 بازی کرده‌است.